# Униониды
Униони́ды или перло́вицы (лат. Unionidae), — семейство пресноводных моллюсков из отряда унионид (Unionida). Самое большое семейство в составе класса двустворчатых: включает около 40 родов и, по разным оценкам, около 1000 видов. К наиболее известным представителям семейства можно отнести беззубок (Anodonta) и перловиц (Unio).
Характерной особенностью семейства является развитие с особой личиночной стадией, паразитирующей на рыбах — глохидием, отсутствие ноги у взрослых форм и слабое развитие сифонов. Для унионид характерен уникальный механизм наследования митохондриальной ДНК.
Многие представители семейства употребляются в пищу животными и человеком; их раковины также находят применение благодаря красивому перламутру. Многие виды унионид находятся под угрозой исчезновения и включены в Красные книги МСОП и России.

## Строение

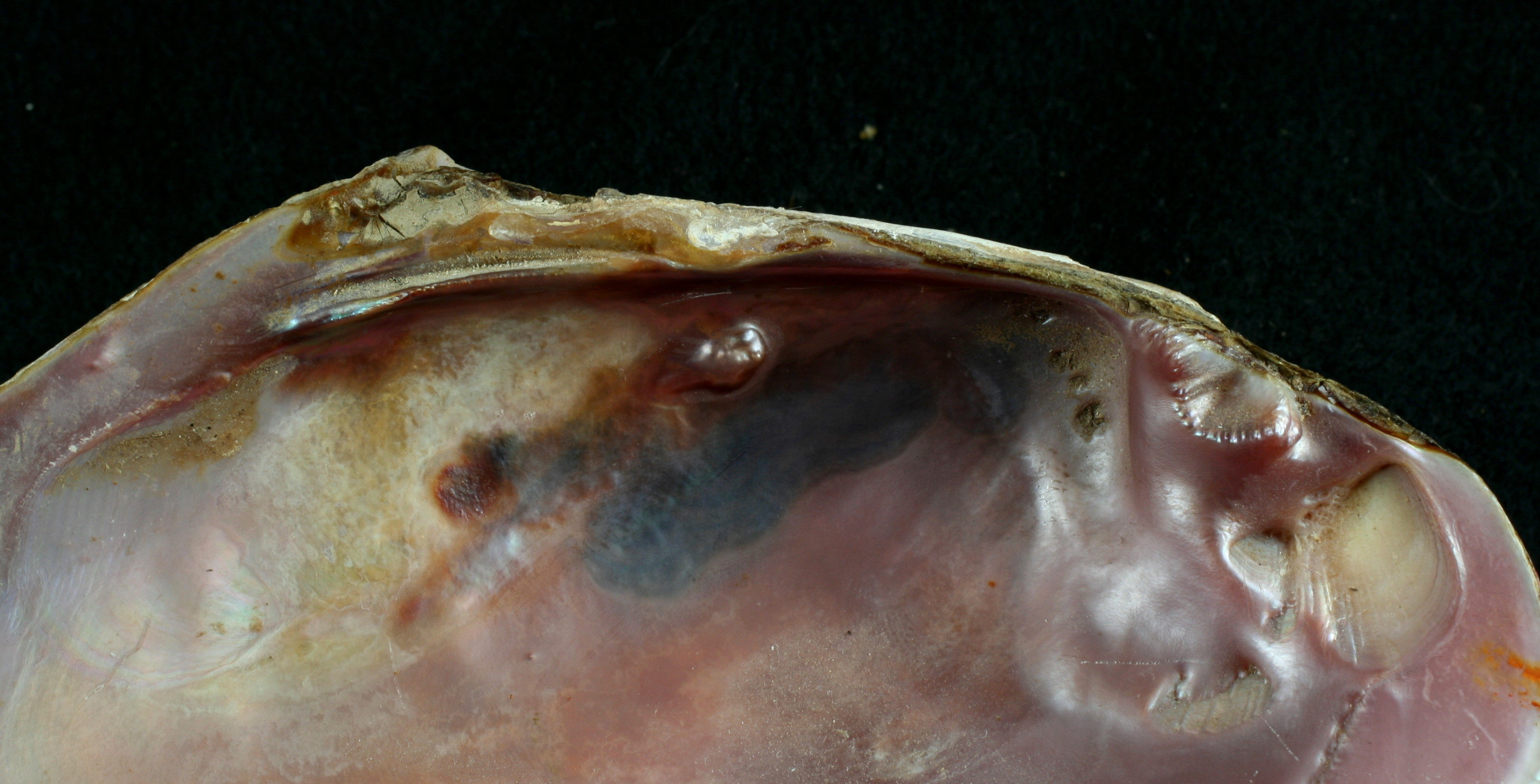
Унионидный замок

Раковина длиной от 3 до 25 см, с равными створками, изнутри покрытыми хорошо развитым перламутровым слоем. Лигамент наружный. Замковый аппарат гетеродонтный, с небольшим количеством зубов или отсутствует.
Иногда замковый аппарат унионид описывают как «псевдогетеродонтный», или унионидный: зубы могут быть более или менее расщеплёнными, расходящимися и несут функции центральных или боковых зубьев.
Нога клиновидная. У взрослых форм биссусная железа отсутствует, однако она имеется у личинок. Жабры пластинчатые. Сифоны обычно развиты слабо, края листков мантии несросшиеся. У многих представителей подсемейства лампсилин (Lampsilinae) выражен половой диморфизм, проявляющийся даже в форме их раковины.

## Размножение и развитие
Глохидии
Униониды известны своим характерным сложным жизненным циклом. Практически все виды, за исключением отдельных гермафродитных, например, Elliptio complanata раздельнополые.
Сперма выводится из мантийной полости мужской особи через выводящий проток и попадает в женскую мантийную полость через соответствующее вводное отверстие. Оплодотворённые яйца переносятся из гонад в жабры, где молодые особи вылупляются и достигают личиночной стадии — глохидия. Развитие молоди до стадии глохидия происходит внутри жаберных полостей, играющих роль выводковых сумок. Сформировавшиеся глохидии имеют двустворчатую раковину с округлыми створками, подостланную личиночной мантией, которая несёт по краю чувствительные щетинки. У них имеется зачаточные нога, жабры и кишка. Глохидий может плавать, хлопая створками, приводимыми в движение единственным мускулом-замыкателем. Рта, ануса и развитого пищеварительного тракта у глохидиев нет, но у многих видов они снабжены биссусовой нитью. Размер глохидиев варьирует от 50 до 500 мкм в зависимости от видовой принадлежности.
Глохидии выводятся из тела самки через сифон в окружающую среду, причём способ выбрасывания зависит от образа жизни рыбы-хозяина. Некоторые моллюски формируют на дне слизистые тяжи, в которые заключены личинки; ими заражаются рыбы, нерестящиеся на дне или питающиеся бентосными организмами. У некоторых унионид глохидии образуют плотные окрашенные скопления, имитирующие пищу рыб-хозяев: червей, насекомых или мальков, и таким образом привлекают рыб. Некоторые униониды развили весьма необычную стратегию размножения. Мантия самки выдаётся из раковины и имитирует маленькую рыбу: на ней появляются отметины, напоминающие чешую рыб, и ложные глаза. Эта приманка привлекает внимание настоящих рыб. Некоторые рыбы рассматривают её как добычу, другие видят в ней особь своего вида. Рыбы подплывают ближе, чтобы рассмотреть приманку, и тогда моллюск выбрасывает прямо на рыбу струю воды, содержащую целое облако глохидиев, которые внедряются в её жабры или покровы.
Прикрепление глохидия осуществляется при помощи биссуса. Если у глохидиев имеются, кроме биссуса, крючковидные выросты на створках, то они прикрепляются к чешуе рыбы, причём при контакте с рыбой створки глохидия немедленно захлопываются, а если этих выростов нет, то глохидий прикрепляется к жабрам, при этом доставка глохидиев к жабрам осуществляется током воды. Сигналом для смыкания створок служат особые вещества, содержащиеся в слизи на покровах рыбы. После прикрепления к рыбе личинку начинает затягивать её эпителий, и вокруг неё формируется циста, состоящая из эпителиальной и соединительной тканей рыбы. В мантии личинки присутствуют фагоцитарные клетки, которые разрушают ткани рыбы и поглощают образовавшийся органический материал, обеспечивая тем самым питание глохидия. В этой цисте глохидий проводит от 10 до 30 дней, а иногда и несколько месяцев, при этом личиночные органы глохидия дегенерируют и заменяются органами, присущими взрослой особи. В конце концов молодой моллюск разрушает стенку цисты, падает на дно и закапывается в грунт, и в дальнейшем он постепенно переходит к образу жизни, свойственному взрослым особям.
Для некоторых унионид характерна узкая специфичность в выборе хозяина, однако большая часть унионид использует не один, а несколько видов рыб-хозяев, и на одном и том же виде рыб могут развиваться глохидии нескольких видов моллюсков. При прикреплении глохидия к резистентной рыбе или рыбе не вида-хозяина происходят сбои в перестройке эпителия в месте прикрепления личинки, и такие нарушения в формировании цисты могут снизить эффективность метаморфоза или вовсе привести к гибели личинки.
Таким образом, глохидий является эктопаразитом, а рыбы обеспечивают его распространение. Крупные униониды могут ежегодно продуцировать до 17 миллионов глохидиев, при этом на одной особи рыбы могут одновременно развиваться до 3000 личинок. Впрочем, серьёзного ущерба взрослой рыбе глохидии обычно не приносят, и тем не менее мальки часто погибают от вторичной инфекции. В ходе недавних исследований было показано, что глохидии могут изменять поведение рыб-хозяев, делая их более пассивными и вызывая небольшие изменения среды обитания, однако эти изменения поведения не направлены на увеличение расселения моллюсков. Униониды и рыбы-хозяева их глохидиев тесно связаны друг с другом. В частности, была показана линейная связь между количеством видов рыб и видов унионид в одном водоёме, и изменения в видовом составе рыб водоёма приводят к изменению видового состава унионид в этом водоёме.

## Генетика
У унионид наблюдается уникальный механизм наследования митохондриальной ДНК, причём мтДНК также вовлечена в определение пола. Пол унионид определяется нуклеотидной последовательностью в составе митохондриальной ДНК — мужской (M-ORF) или женской (F-ORF) открытой рамкой считывания; таким образом, у них происходит наследование мтДНК как по мужской, так и по женской линии. Представители гермафродитных видов лишены обеих последовательностей, однако несут напоминающую F-ORF гермафродитную открытую рамку считывания (H-ORF). Предполагается, что для предковых форм большинства моллюсков был характерен гермафродитизм с дальнейшим появлением отдельно мужских особей. Кроме того, участок м-ДНК, определяющий пол, мог сыграть ключевую роль в эволюции двойного унипарентального наследования, характерного для некоторых пресноводных моллюсков. Наконец, анализ женских и мужских митохондриальных последовательностей используется в филогенетических исследованиях.

## Распространение
Распространены практически повсеместно; как правило, встречаются в лотических экосистемах (пресноводные водоемы с проточной водой). Наибольшее известное число таксонов (297) насчитывается в Северной Америке, однако территории Китая и Юго-Восточной Азии также отличаются разнообразием унионид. В реках европейской части России наиболее часто встречаются беззубки, в реках Дальнего Востока нередки гребенчатки (Cristaria), а наибольшее разнообразие перловиц наблюдается в Восточной Азии.

## Экология
Униониды закапываются в субстрат створками наружу. Они являются фильтраторами, отфильтровывают из воды фито- и зоопланктон, бактерии, грибные споры и мертвую органику. Несмотря на многочисленные исследования, конечный продукт обмена моллюсков не ясен. При высокой плотности взвешенной органики моллюски регулируют уровень фильтрации и, соответственно, прозрачность воды, однако объём и скорость фильтрации зависят от внешних факторов (температура воды, скорость течения, размер и концентрация фильтрата). Кроме того, объём фильтрации и размер захватываемых частиц зависит от морфологии жабр. Таким образом, они выступают в роли природных биофильтров и регулируют самоочищение воды; кроме того, многие из них являются индикаторами состояния водной среды.

## Палеонтология
В больших количествах раковины двустворчатых моллюсков могут влиять на состояние других ископаемых останков. Например, два единственных известных микрофрагмента скорлупы яиц гадрозавров были обнаружены в свите Dinosaur Park Formation, где сохранились исключительно благодаря наличию вокруг раковин древних беспозвоночных, в том числе и унионид. Как правило, скорлупа разрушается под действием таннинов окружающих хвойных, уменьшающих pH грунтовых вод. Однако медленное разложение известковых раковин моллюсков сопровождается выделением карбоната кальция, что восстанавливает нейтральность среды и создает условия для фоссилизации скорлупы.

## Охрана

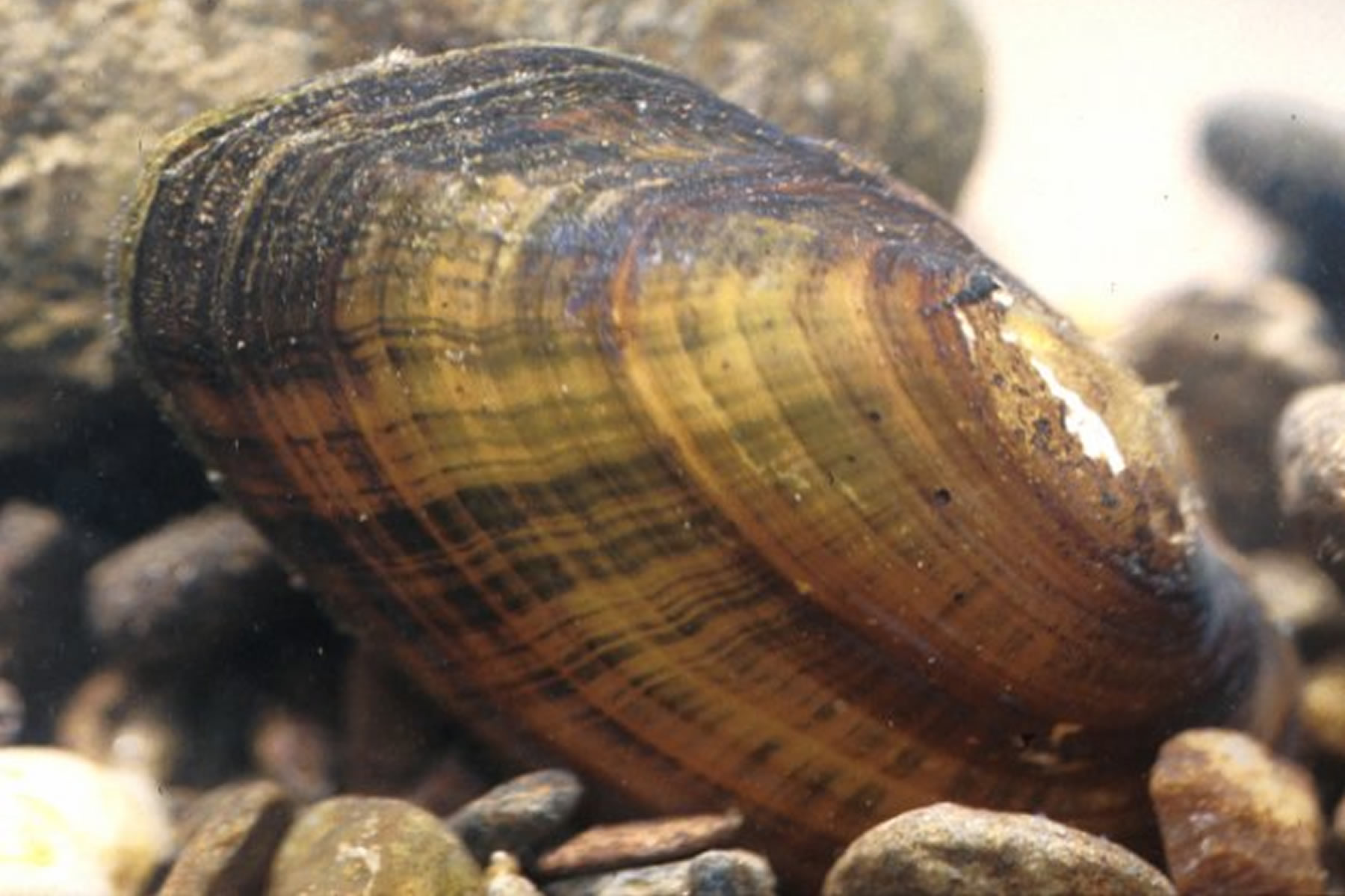
Alasmidonta raveneliana — один из видов унионид, находящихся на грани вымирания

По состоянию на август 2014 года в Международной Красной книге МСОП имеется информация о 438 видах унионид, при этом 131 вид находится в разной степени риска (категории CR, EN, VU), а 28 видов признаны вымершими. В Красную книгу России занесены следующие 13 видов унионид: 7 видов рода миддендорффиная (Middendorffinaia), 1 вид рода нодулярия (Nodularia), 4 вида рода ланцеолярия (Lanceolaria), 1 вид рода гребенчатки (Cristaria).
Для двустворчатых, находящихся под угрозой исчезновения, характерен ряд общих черт: позднее половое созревание, относительно высокая продолжительность жизни, низкая плодовитость, ограниченный ареал, специфическая среда обитания, а для унионид дополнительным фактором является наличие специфических хозяев для глохидиев.

## Хозяйственное значение и применение
Многие представители семейства унионид нашли разнообразное практическое применение. В частности, в некоторых странах унионид используют в пищу, особенно для откорма животных. Раньше из раковин унионид делали бельевые пуговицы, имеются промысловые виды перловиц и беззубок с красивым перламутром. К их числу относятся гребенчатки, раковина которых может достигать 34 см. В Китае, Японии и Индокитае из гребенчаток изготавливают перламутровые изделия. В США вылавливают и разводят представителей подсемейства лампсилин (Lampsilinae), особенно некоторые быстрорастущие виды из рода Lampsilis и других. При искусственном разведении моллюсков рыб специально заражают их глохидиями .

## Классификация
Некоторые молекулярно-филогенетические исследования указывали на парафилетичность унионид, что, однако, расходилось с морфологическими данными. В молекулярном исследовании 2011 года униониды были признаны группой с надёжно установленной монофилией.
Систематика унионид является одной из самых запутанных и неопределённых среди двустворчатых моллюсков. Это обусловлено значительной изменчивостью раковин унионид: раковины взрослых моллюсков, обычно используемые в классификации, не имеют выраженных видоспецифичных признаков (особенно это касается беззубок, чьи раковины не имеют замка). По этой причине имеются разногласия в выделении видов, родов и даже подсемейств. Как упоминалось выше, в настоящее время в классификации, помимо морфологических признаков, также используется анализ митохондриальных геномов унионид. Согласно наиболее общепринятым современным представлениям, в семейства Униониды насчитывается 43 рода:

| - Actinonaias Crosse & P. Fischer, 1894 - Aculamprotula Wu, Liang, Wang & Shan, 1999 - Acuticosta Simpson, 1900 - Alasmidonta Say, 1818 - Amblema Rafinesque, 1820 - Anemina F. Haas, 1969 - Anodonta Link, 1807 — Беззубки - Anodontoides Simpson, 1898 - Arconaia Conrad, 1865 - Chamberlainia Simpson, 1900 - Cristaria Schumacher, 1817 — Гребенчатки - Cuneopsis Simpson, 1900 - Diaurora Cockrell, 1903 - Elliptio Rafinesque, 1819 - Fusconaia Simpson, 1900 - Gibbosula Simpson, 1900 - Hyriopsis Conrad, 1853 - Inversidens F. Haas, 1911 - Lamellidens Simpson, 1900 - Lamprotula Simpson, 1900 - Lampsilis Rafinesque, 1820 - Lanceolaria Conrad, 1853 — Ланцеолярии | - Lasmigona Rafinesque, 1831 - Lepidodesma Simpson, 1896 - Leptodea Rafinesque, 1820 - Ligumia Swainson, 1840 - Middendorffinaia Moskvicheva & Starobogatov, 1973 - Nodularia Conrad, 1853 - Physunio Simpson, 1900 - Potamilus Rafinesque, 1818 - Pseudobaphia Simpson, 1900 - Pseudodon Gould, 1844 - Ptychorhynchus Simpson, 1900 - Pyganodon Crosse & P. Fischer, 1894 - Rhombuniopsis F. Haas, 1920 - Scabies F. Haas, 1911 - Schistodesmus Simpson, 1900 - Sinanodonta Modell, 1945 — Синанодонты - Solenaia Conrad, 1869 - Strophitus Rafinesque, 1820 - Trapezoideus Simpson, 1900 - Unio Philipsson, 1788 — Перловицы |

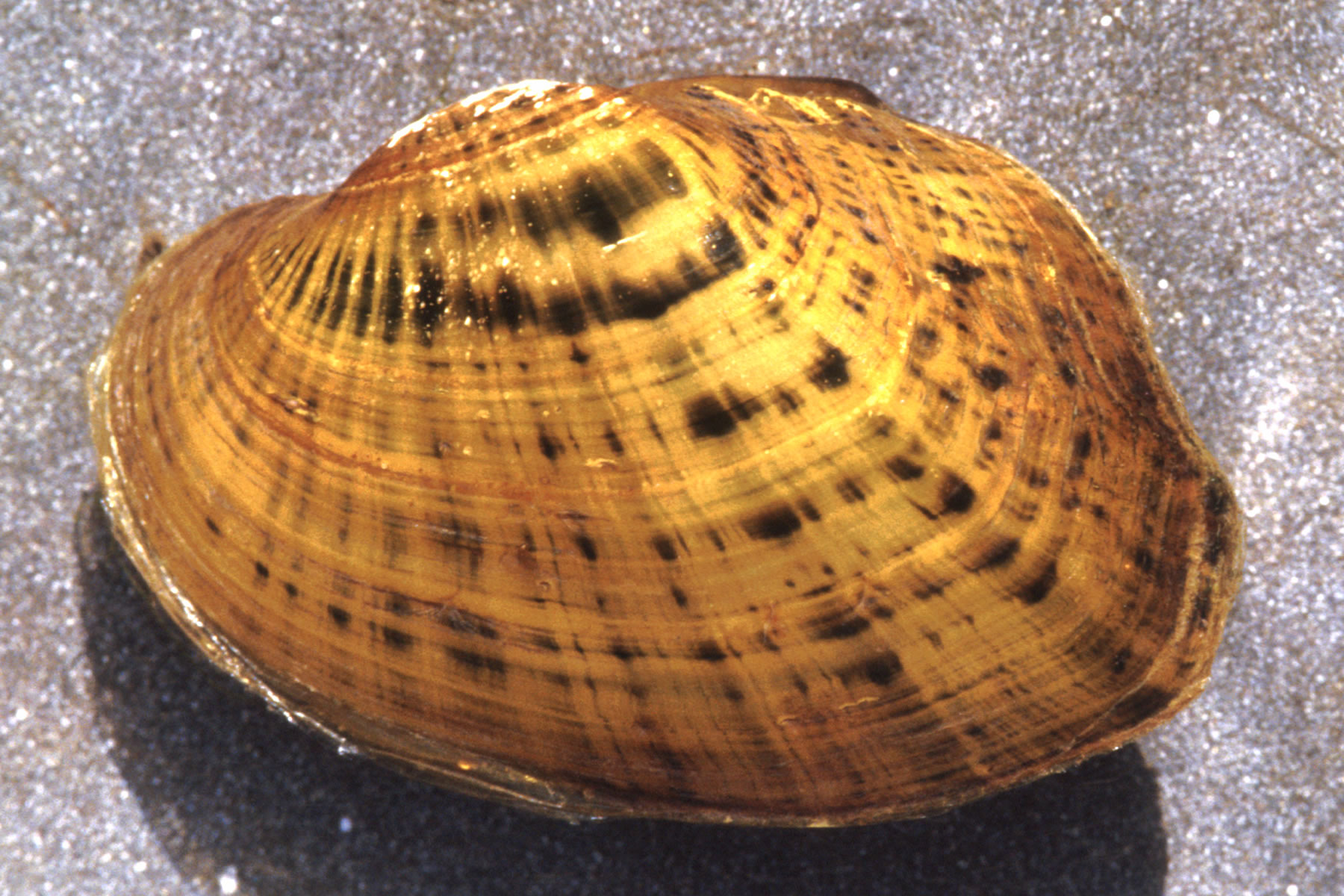
Actinonaias pectorosa[англ.]
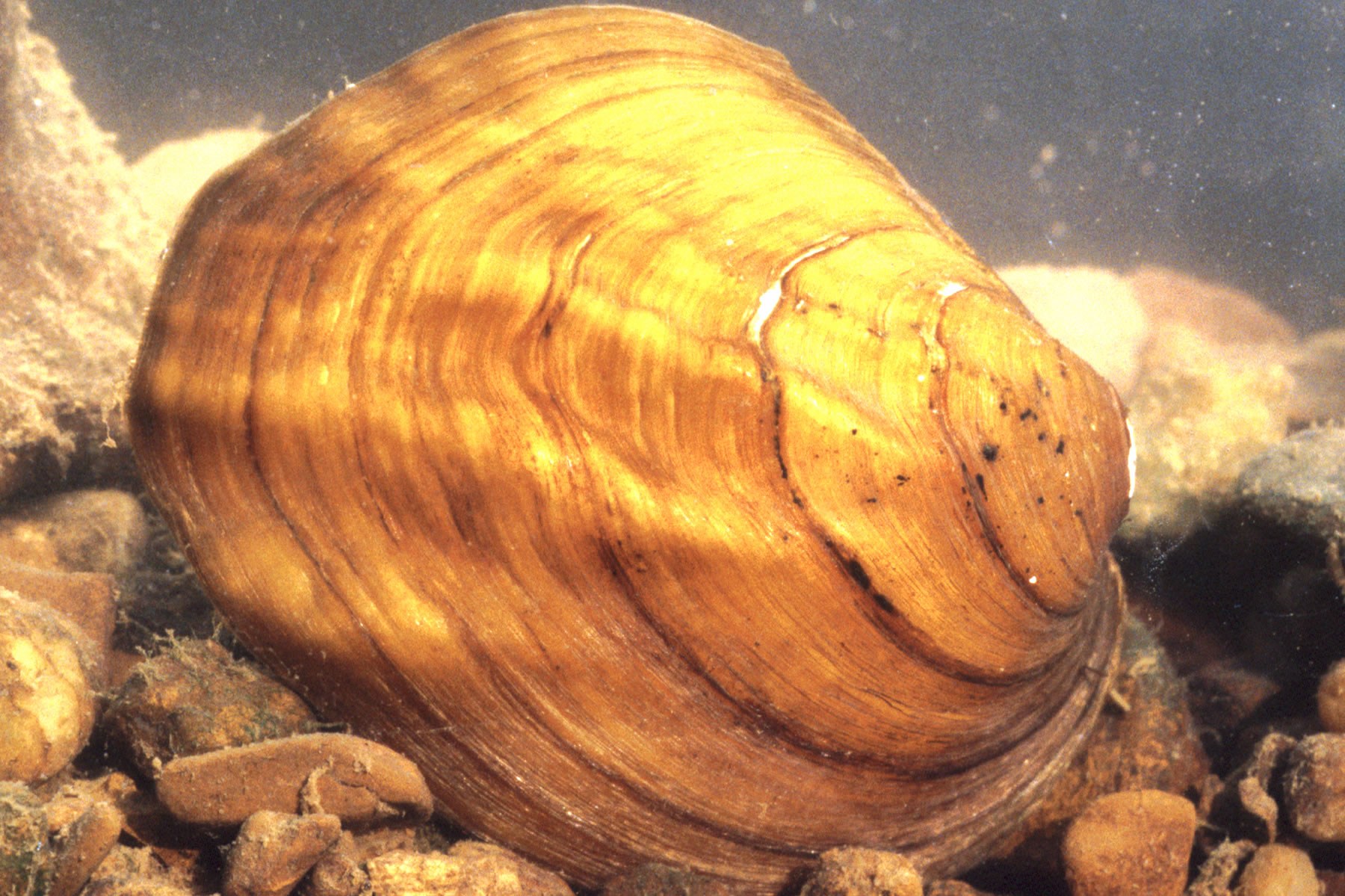
Amblema plicata[англ.]
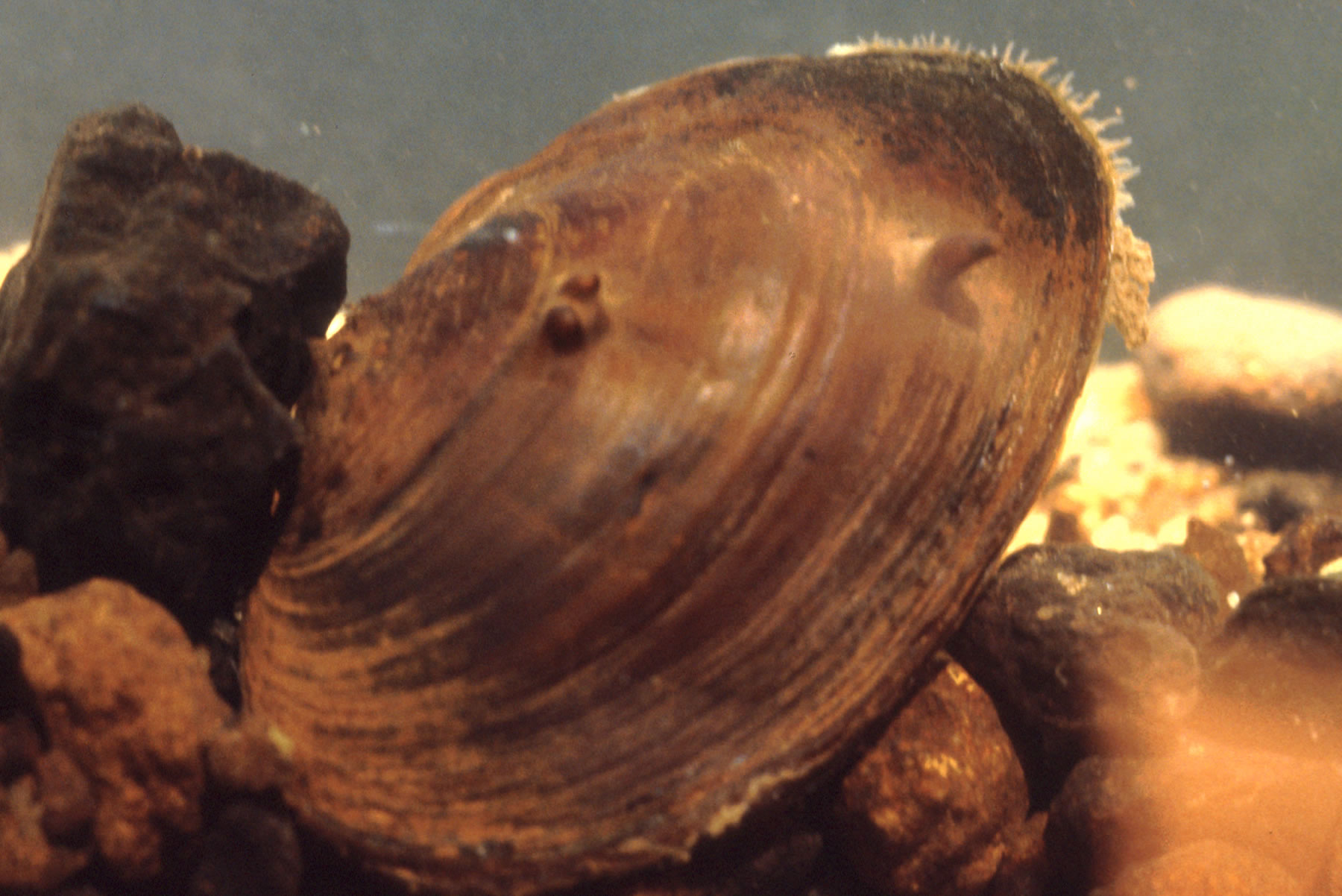
Elliptio steinstansana[англ.]
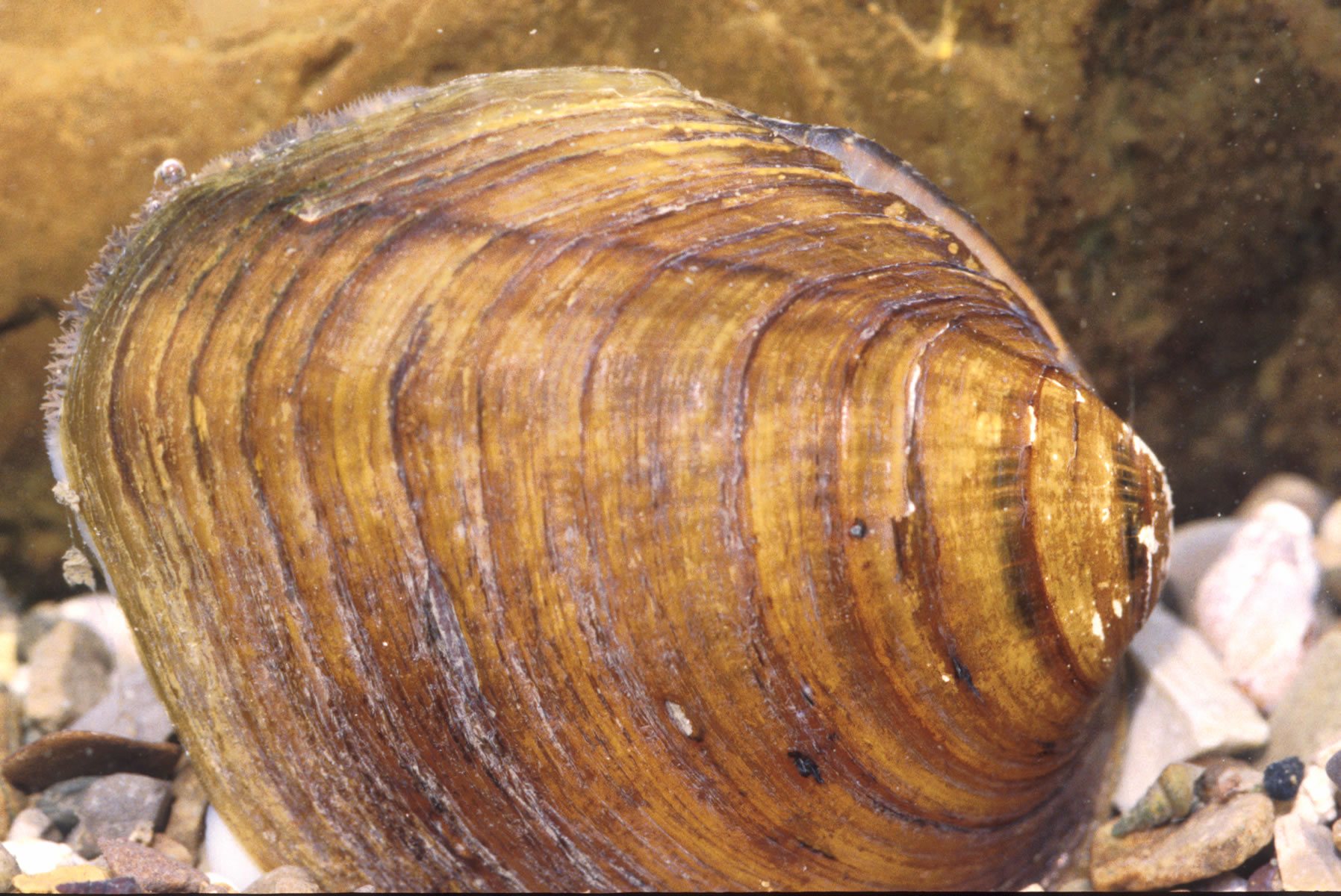
Fusconaia subrotunda[англ.]
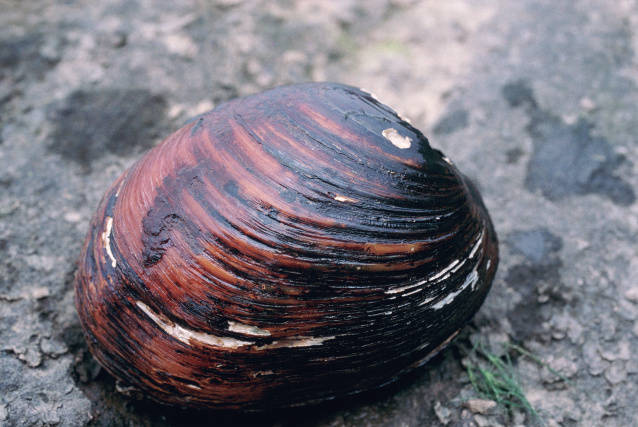
Lampsilis abrupta[англ.]
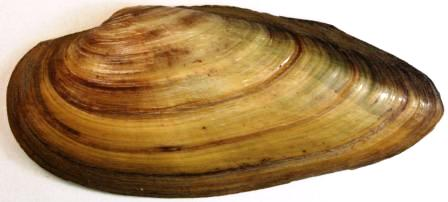
Unio pictorum